# Klaus Konzorr
Klaus Konzorr (* 22. September 1940 in Danzig) ist ein ehemaliger deutscher Wasserspringer, der sechsmal Deutscher Meister im Turmspringen war.

## Sportliche Karriere
Klaus Konzorr wuchs in Rostock auf und nahm 1960 an den Ausscheidungswettkämpfen für die gesamtdeutsche Mannschaft teil, konnte sich aber nicht gegen Rolf Sperling und Fritz Enskat durchsetzen. 1961 ging er von Rostock nach Kiel und wechselte dann weiter nach Rheydt, wo er beim SSV Rheydt unter Günther Thelen trainierte. Von 1962 bis 1964 gewann er den deutschen Meistertitel in Turmspringen. 1964 trat Konzorr als einziger Turmspringer aus der Bundesrepublik Deutschland neben Rolf Sperling und Gerd Völker aus der DDR bei den Olympischen Spielen in Tokio an. In Tokio konnte sich nur Sperling für das Finale der besten acht Turmspringer qualifizieren, Völker belegte den neunten Platz und Konzorr wurde 15.
Konzorr gewann 1966 und 1967 erneut den deutschen Meistertitel vom Turm. Bei den Europameisterschaften 1966 hatte er lange eine Chance auf eine Medaille, verpatzte aber den letzten Sprung und wurde Vierter. 1968 startete er für TuS 04 Leverkusen. Bei den Olympischen Spielen in Mexiko-Stadt kamen die besten zwölf Springer ins Finale, Konzorr verpasste als 18. der Qualifikation den Finaleinzug um fast drei Punkte.
Nach zwei Jahren Wettkampfpause gewann Konzorr, jetzt für den Iserlohner Schwimmverein startend, 1971 erneut den deutschen Meistertitel vom Turm. 1972 bei den Olympischen Spielen in München starteten im Turmspringen wie 1968 Klaus Konzorr, Karlheinz Schwemmer und Bernd Wucherpfennig für die Bundesrepublik Deutschland. Konzorr belegte in der Qualifikation den 30. Platz.